# Vladimir Džunkovskij
Vladimir Dzhunkovsky (San Pietroburgo, 19 settembre 1865 – Mosca, 21 febbraio 1938) è stato un militare russo.
Ha ricoperto le cariche di governatore della Gubernija di Mosca e governatore generale di Mosca (6 agosto 1908 - 25 gennaio 1913).

## Biografia
Djunkovsky era un rampollo di nobili della Gubernija di Poltava. Allievo del Corpo dei paggi, iniziò il servizio militare nella Guardia Imperiale nel Reggimento Preobraženskij. Djunkovsky è stato aiutante del granduca Sergej Aleksandrovič Romanov, capo del consiglio di amministrazione fiduciaria della sobrietà popolare della città di Mosca e capo del Corpo Speciale dei Gendarmi.

### Carriera
Nel 1908 fu nominato governatore generale di Mosca. Il governatorato di Djunkovsky è stato segnato dal fiorire della vita culturale a Mosca. Djunkovsky era considerato affiliato alla massoneria.
Nel 1913 fu nominato Primo Vice Ministro dell'Interno, capo dell'Ochrana ed in questa veste epurò la polizia. Due anni dopo, nel giugno 1915, fu responsabile di un rapporto sull'ubriaco Grigorij Rasputin dopo il presunto incidente nel ristorante Yar a marzo. Inoltre Djunkovsky non è riuscito a mettere le mani su un manoscritto scritto da Iliodor. Il 19 agosto 1915 fu dimesso dalla maggior parte dei suoi incarichi. Stepan Beletsky è diventato il suo successore. Nel gennaio 1916 Djunkovsky fu inviato in Siberia, dove comandò la 15ª Divisione fucilieri siberiani sul fronte occidentale. Nell'aprile 1917 ottenne il grado di tenente generale; a settembre ha comandato il 3º corpo d'armata siberiano.

### Dopo la rivoluzione e la morte
Dopo la rivoluzione russa, Djunkovsky fu liberato da tutti i doveri ufficiali. Nel 1918 fu arrestato dai servizi di sicurezza sovietici, con l'accusa di aver contribuito alla soppressione della Rivoluzione del 1905. Djunkovsky è stato imprigionato nelle carceri di Butyrka e Taganka.
Nel 1921 Djunkovsky fu rilasciato poiché riuscì a dimostrarsi fedele al nuovo governo. Negli anni '20 ha lavorato come consulente per la sicurezza nella Direzione politica statale congiunta sotto il Consiglio dei commissari del popolo del l'URSS. È considerato uno dei creatori del sistema di passaporti dell'Unione Sovietica.
Nell'autunno del 1937, durante le repressioni staliniste, fu nuovamente arrestato, condannato a morte e giustiziato il 21 febbraio 1938. Fu sepolto nel poligono di tiro di Butovo.